# Давидович, Любомир
Любомир Давидович (серб.  Љубомир Давидовић; Ljubomir Davidović) (24 декабря 1863, Влашко Поле, Сербия — 19 февраля 1940, Белград) — сербский и югославский политический деятель.

## Биография
Окончил естественно-математическое отделение философкого факультета Великой белградской школы. Преподавал в гимназиях в Ужице, Вране и Белграде, позднее служил в министерстве просвещения.
6 мая 1901 года основал Независимую радикальную партию. Впервые вошел в правительство в 1904 году в качестве министра просвещения. В 1905 году был избран председателем Сербской народной скупщины.
Во время Первой мировой войны организовал четническое движение в Македонии. В 1919 году основал Демократическую партию. В 1919—1920 годах и 1924 году возглавлял югославское правительство. Неоднократно являлся министром народного просвещения и внутренних дел.
После монархо-фашистского переворота 6 января 1929 года находился в оппозиции. В середине 1930-х годов — один из руководителей объединённой оппозиции. Будучи одним из лидеров югославских буржуазных либералов, выступал за восстановление в стране парламентаризма.